# Улица Симиренко (Чернигов)
Улица Симиренко (до 2024 года — улица Мичурина) (укр. Вулиця Симиренків) — улица в Новозаводском районе города Чернигова, исторически сложившаяся местность (район) Землянки. Пролегает от улицы Алексея Бакуринского до переулка Воскресенский.
Нет примыкающих улиц.

## История
Улица проложена в конце 1930-х годов от улицы Папанинцев (современная Алексея Бакуринского) до переулка Муринсона (современный Воскресенский). В этот же период была названа улица Мичурина — в честь русского биолога и селекционера, почётного члена Академии наук СССР, академика Ивана Владимировича Мичурина.
С целью проведения политики очищения городского пространства от топонимов, которые возвеличивают, увековечивают, пропагандируют или символизируют Российскую Федерацию и Республику Беларусь, 8 февраля 2024 года улица получила современное название — в честь украинского рода промышленников-сахаропроизводителей Симиренко, согласно Решению Черниговского городского совета № 37/VIII-21 «Про переименование улиц в городе Чернигове» («Про перейменування вулиць у місті Чернігові»).

## Застройка
Улица пролегает в юго-восточном направлении, повторяя ландшафт местности. Парная и непарная стороны улицы заняты усадебной застройкой. 
Учреждения: нет
На улице есть ряд исторических зданий, что не являются памятниками архитектуры или истории: усадебный дом № 8.